# Велия (Рим)
Вижте пояснителната страница за други значения на Велия.
Велия (Velia, Veliae) e през древността хълм в Рим. Намирал се е североизточно до Палатин и се е причислявал към Седемте хълма на Рим.
По-късно е изравнен от императорските строежи и не се причислява към Седемте хълма на Рим. На него се намирал храм на Юпитер Статор, също и светилището (aedes) на Пенатите.
Запазени са остатъците от построения на най-високата точка Храм на Венера и Рома, на Арката на Тит и Виа Сакра. До Велия на изкуствена тераса е построена Базиликата на Максенций и Константин.